# Eremophila maculata

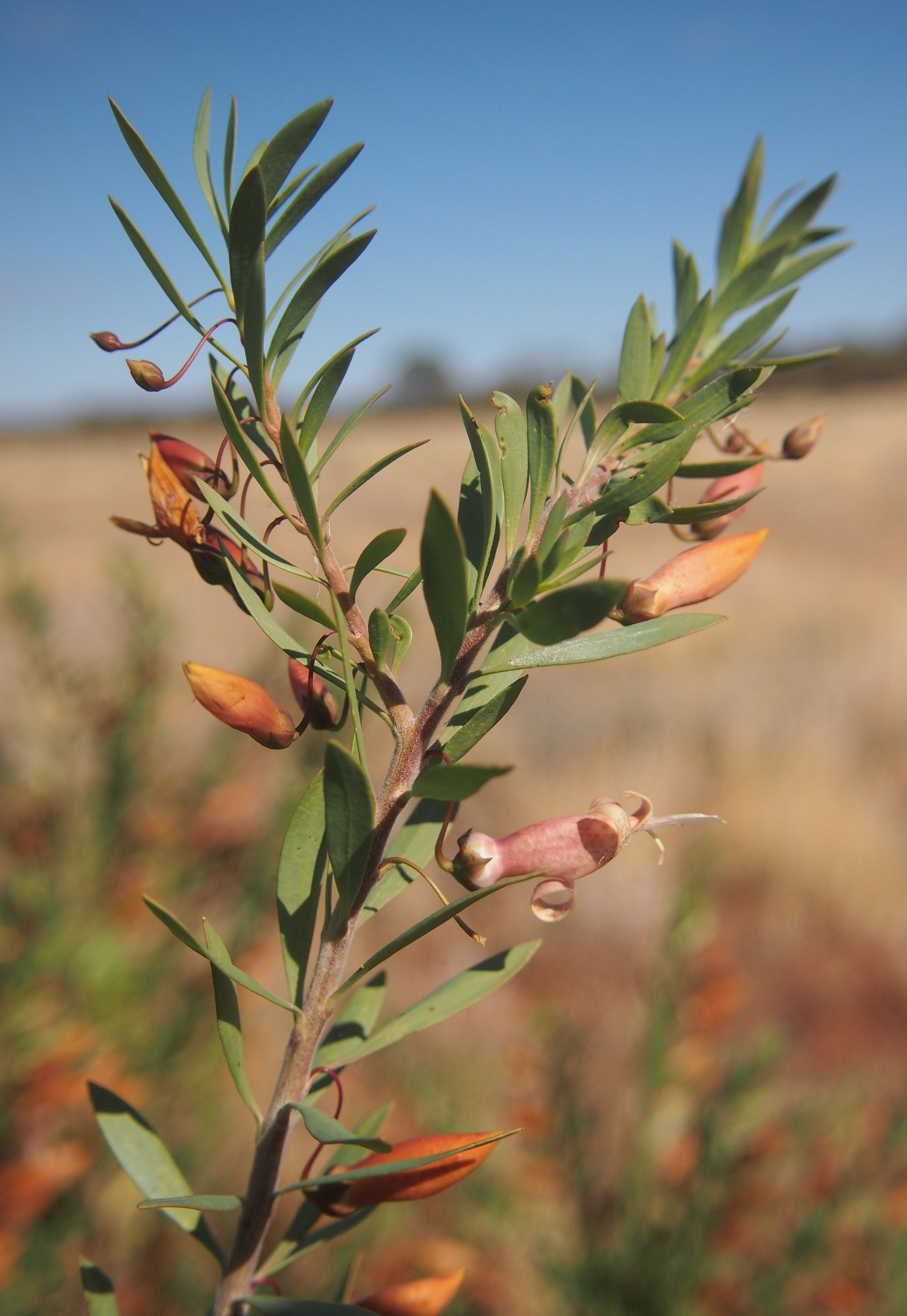
Blätter und junge Blüten

Eremophila maculata  ist eine Pflanzenart aus Australien.

## Beschreibung
Eremophila maculata wächst als immergrüner, trockenheitsresistenter und reich verzweigter Strauch bis etwa 2,5 Meter hoch. Die Zweige sind behaart.
Die kurz gestielten Laubblätter sind meist wechselständig. Sie sind bis 4 Zentimeter lang, schmal verkehrt-eiförmig bis elliptisch oder lanzettlich. Die ledrigen, steifen Blätter sind kahl bis leicht behaart, ganzrandig und spitz bis stumpf.
Die Blüten erscheinen einzeln und achselständig. Die zwittrigen und gestielten, gelben, orangen bis rötlichen, fünfzähligen Blüten sind fünfzählig mit doppelter Blütenhülle. Die kahlen Blütenstiele sind S-förmig gebogen. Der kahle Kelch mit spitzen, dachigen Zipfeln ist bis 9 Millimeter lang. Die röhrige, verwachsene und zweilippige, außen kahle Krone ist bis 3,5 Zentimeter lang und gefleckt oder auch nicht. Die an der Basis geschwollene, dann eingeschnürte, innen teils behaarte und drüsige Kronröhre ist leicht gebogen. Die Unterlippe ist zurückgerollt, die Oberlippe ist vierlappig. Die 4 langen, didynamischen Staubblätter sind vorstehend. Der zweikammerige, kahle Fruchtknoten ist oberständig mit langem Griffel und kleiner Narbe.
Es werden rundliche und geschnäbelte, etwa 1,5 Zentimeter große, mehrsamige, kahle, zuerst grüne, später gräuliche, dann braune, trockene, ledrige Steinfrüchte am beständigen Kelch gebildet.
Es sind verschiedene Kultivare erhältlich.

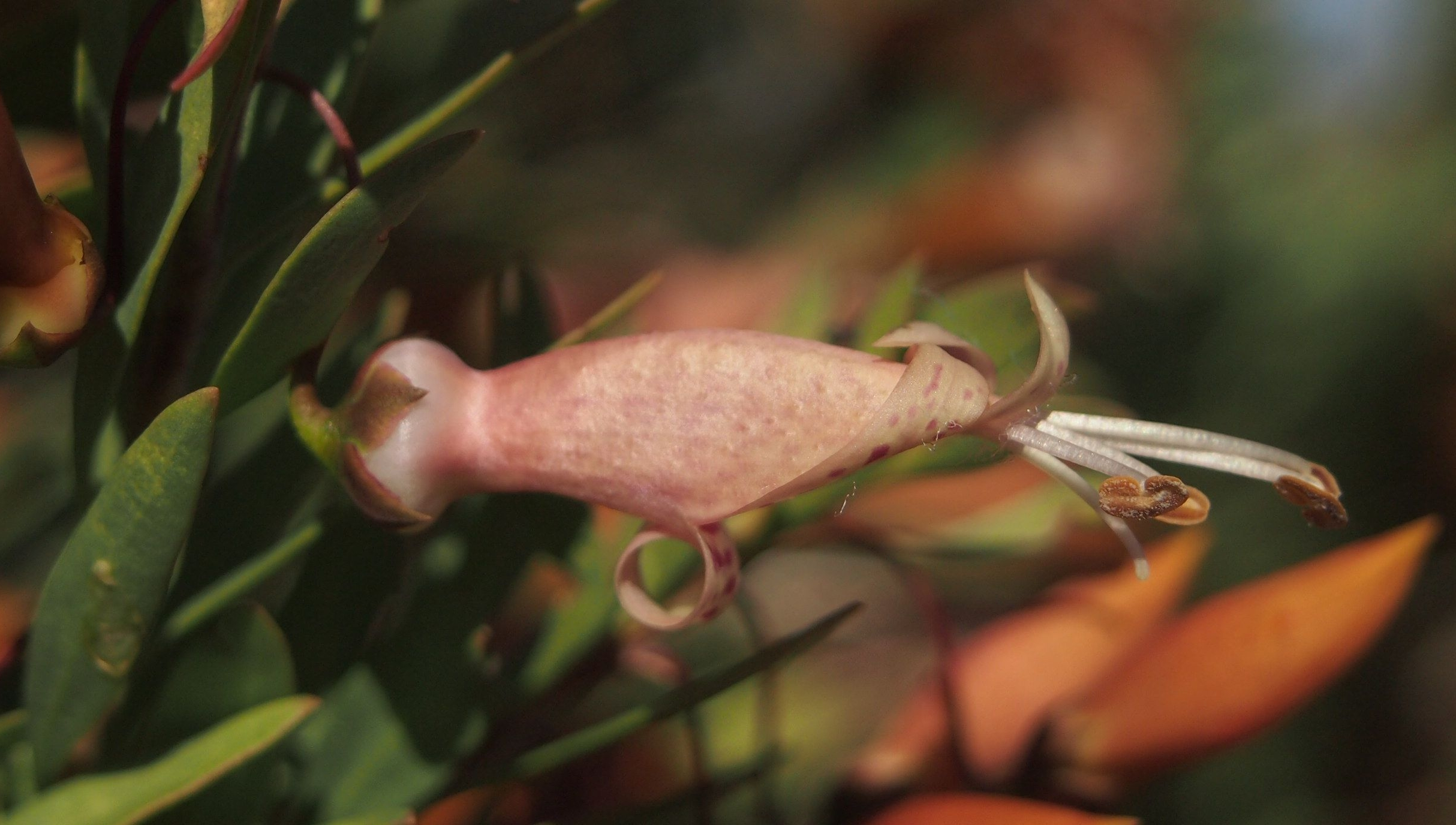
Blüte
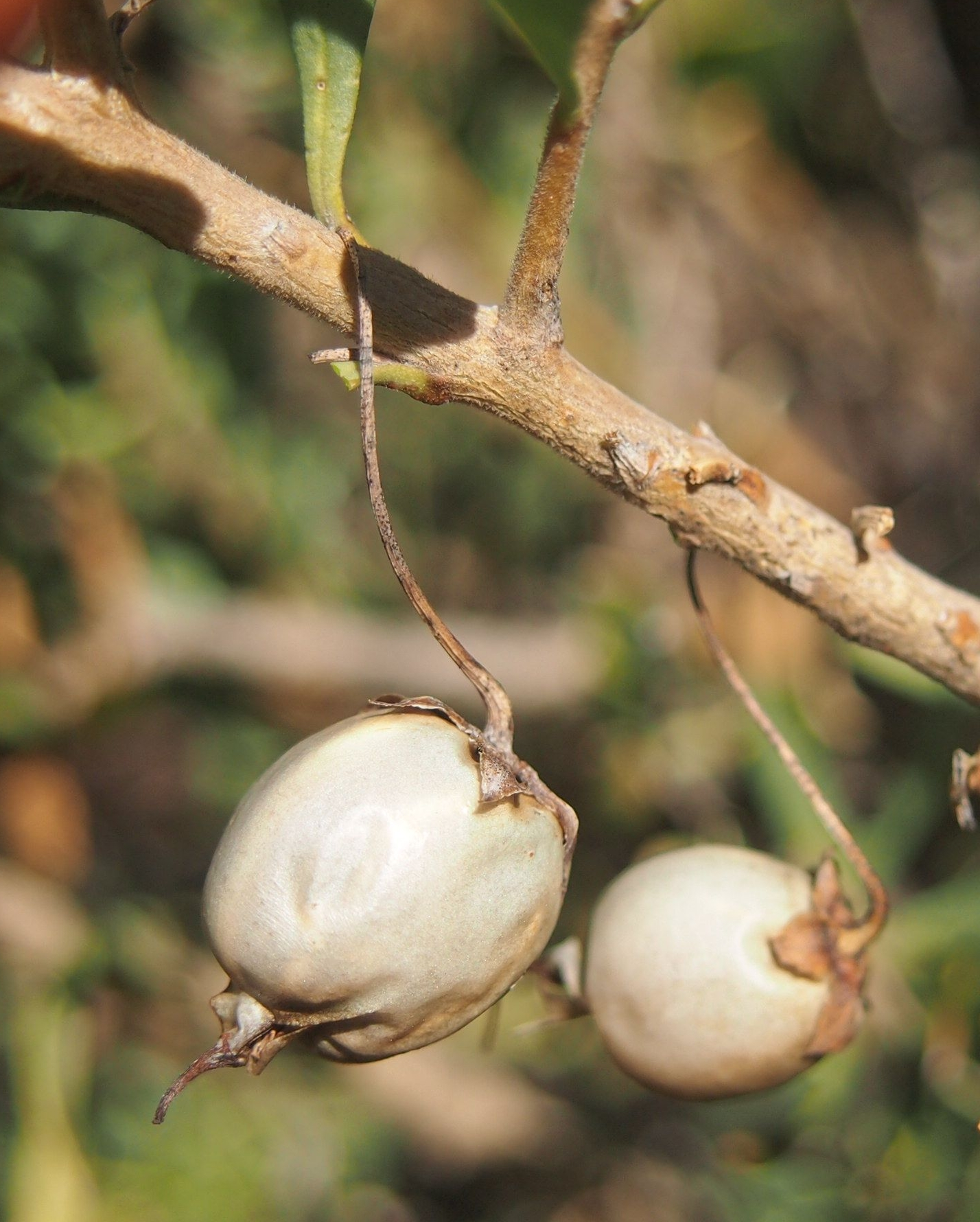
Früchte